# Gudmund Schütte
Gudmund Schütte, född den 17 januari 1872 i Grinderslev i Salling, död där den 12 juli 1958, var en dansk språkforskare och kulturhistoriker. Han var son till Theodor Schütte.
Schütte tog magisterkonferens i tyska 1898 och blev filosofie doktor 1907 på avhandlingen Oldsagn om Godtjod och höll 1909–1913 föreläsningar vid Köpenhamns universitet. I en lång rad skrifter behandlade han dels dansk fornhistoria och folklore, dels germansk etnografi och i synnerhet den dansk-tyska nationalitetsstriden, allt från utpräglat nationell dansk synpunkt.